# راسوی کیسه‌دار
راسوهای کیسه‌دار به اعضای سرده کیسه‌راسوها از تیره ستبردمان پستانداران کیسه‌دار گفته می‌شود. این سرده دارای ۲ گونه است که هر دو گوشت‌خوار هستند و اگرچه در ظاهر به راسو شبیه هستند ولی با آن هیچ ارتباطی ندارند. نام علمی این سرده (Phascogale) برآمده از دو بخش –Phasco به معنای کیسه و gale– به معنای راسو در زبان یونانی است.
اعضای این سرده عبارتند از:
- راسوی کیسه‌دار دم‌قلمویی، Phascogale tapoatafa
- راسوی کیسه‌دار دم‌قرمز، Phascogale calura